# Acacia grasbyi
Acacia grasbyi es un árbol de la familia Fabaceae. Endémico de Australia, se produce en todo el árido interior de Australia Occidental, con poblaciones aisladas en el sur de Australia y el Territorio del Norte.

## Descripción
Acacia grasbyi crece como un árbol o arbusto alcanzando una altura de unos cuatro metros. Típicamente tiene varios tallos principal. Estos son a menudo torcidos, y siempre están cubiertos de la distintiva corteza minni ritchi que se desprende en pequeñas escamas rizadas. Como la mayoría de las especies de Acacia, tiene filoides en lugar de hojas verdaderas. Estas son rígidas, redondas en la sección transversal con un diámetro de aproximadamente un milímetro, y hasta nueve centímetros de largo. Las flores son de color amarillo, y se mantienen en racimos cilíndricos de unos tres centímetros de largo y cinco milímetros de diámetro, en tallos unos dos centímetros de largo. Las vainas son de color marrón, con hasta once centímetros de largo, con constricciones estrechas entre las semillas.

## Taxonomía
Eucalyptus grasbyi fue descrita por Joseph Maiden  y publicado en Journal and Proceedings of the Royal Society of New South Wales 51: 251. 1917.
Etimología
Ver: Acacia: Etimología